# Квашнино (Новосибирская область)
Квашнино — деревня в Барабинском районе Новосибирской области. Входит в состав Зюзинского сельсовета.
Расположена на северном побережье озера Чаны.
Площадь деревни — 72 гектара
В деревне по данным на 2006 год функционируют 1 учреждение здравоохранения, 2 образовательных учреждения.
| 2002 | 2007 | 2010 |
| ---- | ---- | ---- |
| 525  | ↘500 | ↘442 |